# Зимовий чемпіонат СРСР з метань 1986

## Медалісти

### Чоловіки
| Дисципліна                    | Золото                                  | Золото | Срібло                          | Срібло | Бронза                              | Бронза |
| ----------------------------- | --------------------------------------- | ------ | ------------------------------- | ------ | ----------------------------------- | ------ |
| Метання диска                 | Володимир Зінченко УРСР Запорізька обл. | 63,26  | Вацлавас Кідікас Латвійська РСР | 61,66  | Сергій Лукашок Білоруська РСР       | 60,92  |
| Метання молота                | Ігор Нікулін Ленінград                  | 81,02  | Сергій Литвинов РРФСР           | 80,16  | Ігор Астапкович Білоруська РСР      | 78,24  |
| Метання списа (нового зразка) | Хейно Пуусте Естонська РСР              | 78,62  | Віктор Євсюков Казахська РСР    | 76,94  | Сергій Гаврась УРСР Харківська обл. | 76,74  |

### Жінки
| Дисципліна    | Золото                             | Золото | Срібло                                       | Срібло | Бронза               | Бронза |
| ------------- | ---------------------------------- | ------ | -------------------------------------------- | ------ | -------------------- | ------ |
| Метання диска | Галина Савінкова РРФСР             | 65,18  | Любов Зверкова РРФСР                         | 62,20  | Елліна Звєрєва РРФСР | 58,92  |
| Метання списа | Наталія Коленчукова Білоруська РСР | 65,68  | Зінаїда Гавриліна УРСР Дніпропетровська обл. | 63,60  | Лариса Авдеєва РРФСР | 60,88  |

## Медальний залік
| Команда        |   |   |   | Загалом |
| -------------- | - | - | - | ------- |
| РРФСР          | 1 | 2 | 2 | 5       |
| УРСР           | 1 | 1 | 1 | 3       |
| Білоруська РСР | 1 | 0 | 2 | 3       |
| Ленінград      | 1 | 0 | 0 | 1       |
| Естонська РСР  | 1 | 0 | 0 | 1       |
| Латвійська РСР | 0 | 1 | 0 | 1       |
| Казахська РСР  | 0 | 1 | 0 | 1       |

## Командний залік
Командний залік офіційно не визначався.